# Więcbork
Więcbork este un oraș în Polonia.